# Aquila Italiana

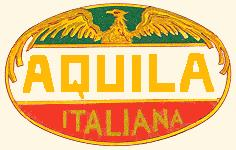
Aquila Italiana logo

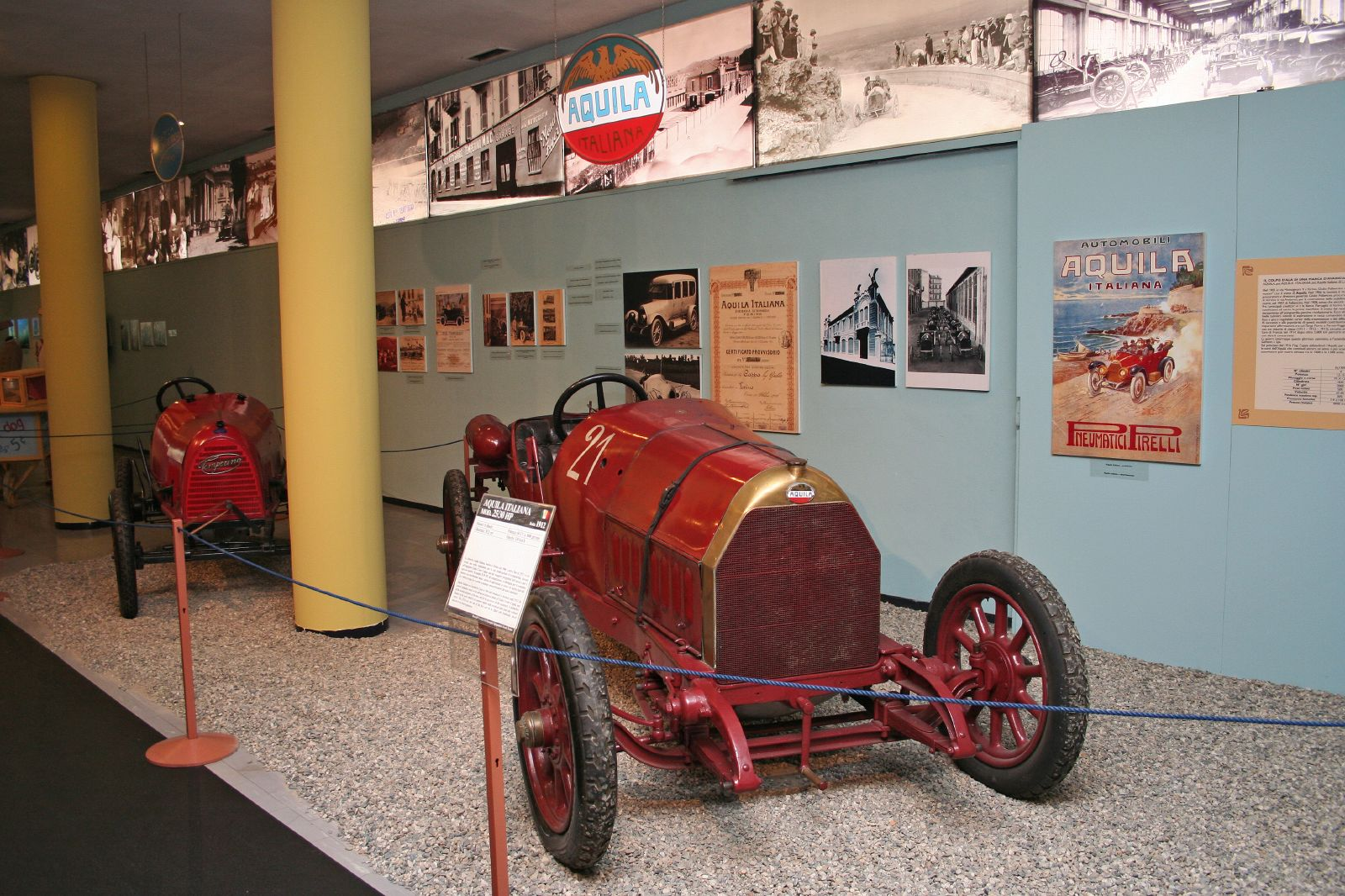
Aquila Italiana 25/30pk

Aquila of Aquila Italiana was een Italiaans automerk dat bestond tussen 1905 en 1917. De ingenieur Giulio Cesare Cappa richtte het bedrijf samen met Giulio Pallavicino op in Turijn en hun eerste wagen werd voorgesteld op het autosalon van Turijn in 1906. Giulio Parravicini stierf echter in 1907, nog voor de wagen ook echt in productie was gekomen. Het bedrijfje kwam in financiële moeilijkheden tot Luigi Marsaglia, zoon van een bankier, in 1909 redding bracht. Ze brachten twee wagens met vier cilinders en één wagen met zes cilinders in productie, de eerste wagens met kop/zijklepmotor en aluminium zuigers. Drie jaar later volgden er nog drie modellen. Alle wagens werden ontworpen door Cappa die daarmee bekend werd voor zijn technologische innovaties. De wagens werden met succes ingezet in verschillende races zoals de Parma-Poggio di Berceto, de Targa Florio, de Ronde van Frankrijk voor auto's, ...
Het eveneens uit Turijn afkomstige SPA nam in 1917 Aquila Italiana over, nadat in 1916 Cappa naar FIAT verhuisde en even later Vincenzo Marsaglia om kwam in een ongeluk met een experimenteel vliegtuig. In totaal werden er tussen 1909 en 1917 zo'n 1500 Aquila's gebouwd.